# Type 10 (lanciagranate)
Il Type 10 (十年式擲弾筒?, Juu-nen-shiki tekidantō) era un lanciagranate giapponese ad avancarica, ad anima liscia, usato durante la seconda guerra mondiale.

## Descrizione
Nel 1921 l'Esercito imperiale giapponese immise in servizio questo lanciagranate portatile da 50 mm: era composto da una canna ad anima liscia, un cilindro contenente il sistema di fuoco che sfruttava la fuoriuscita di gas e una piastra concava fissata trasversalmente all'estremità inferiore come base d'appoggio; pesava solamente 2,38 chili ed era lungo 50 centimetri in totale. Quest'arma era stata infatti progettata per fornire un rapido supporto ravvicinato alla fanteria e aveva una gittata superiore a quella delle granate scagliate a mano, sebbene non arrivasse oltre i 160 metri anche con l'alzo ottimale di 45°; la precisione, inoltre, si rivelò mediocre.
Nella seconda metà del decennio fu dunque messo allo studio un più efficiente modello di lanciagranate, mantenendo il calibro e i principi di funzionamento del Type 10. Nel 1929 il prototipo era pronto e dopo alcuni collaudi venne immatricolato quello stesso anno come Type 89, dalle ultime due cifre del corrente anno nel calendario nipponico che si rifaceva alla mitica fondazione dell'Impero avvenuta nel 660 a.C.: quindi il 1929 era il 2589 per i giapponesi.
Secondo l'intelligence americana, il Type 10 rimase comunque in servizio dopo il 1941 per il lancio di proietti illuminanti, mentre per le granate veniva usato il più moderno ed efficace Type 89.
Furono i militari statunitensi a ribattezzare il Type 10 (ed il suo successore) come "mortaio da ginocchio" (in lingua inglese knee mortar), una traduzione poco accorta della denominazione ufficiale giapponese che si diffuse rapidamente tra le truppe, forse favorita anche dalla piastra curvata che si adattava all'anatomia della gamba. Questo errore portò diversi soldati a usare gli esemplari catturati poggiandoli sull'anca o vicino al ginocchio, procurandosi fratture gravi poiché il Type 89 non disponeva di freno di sparo.

## Munizionamento

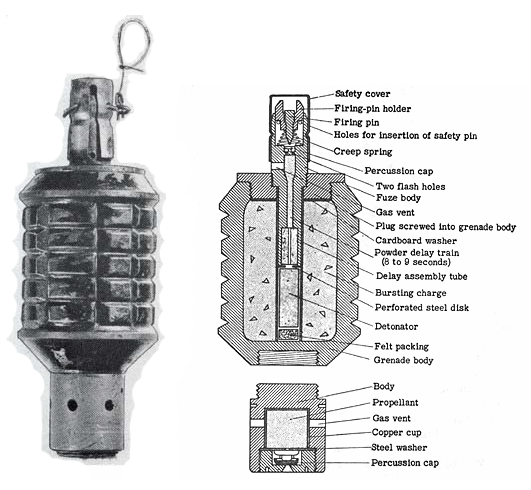
Granata Type 91.

- Type 91 - granata a frammentazione
- Type 11 - granata fumogeno
- Type 10 - proietto illuminante
- Type 10 - razzo da segnalazione
- Type 91 - granata pirotecnica
- Type 10 - a salve